# Internet Hall of Fame

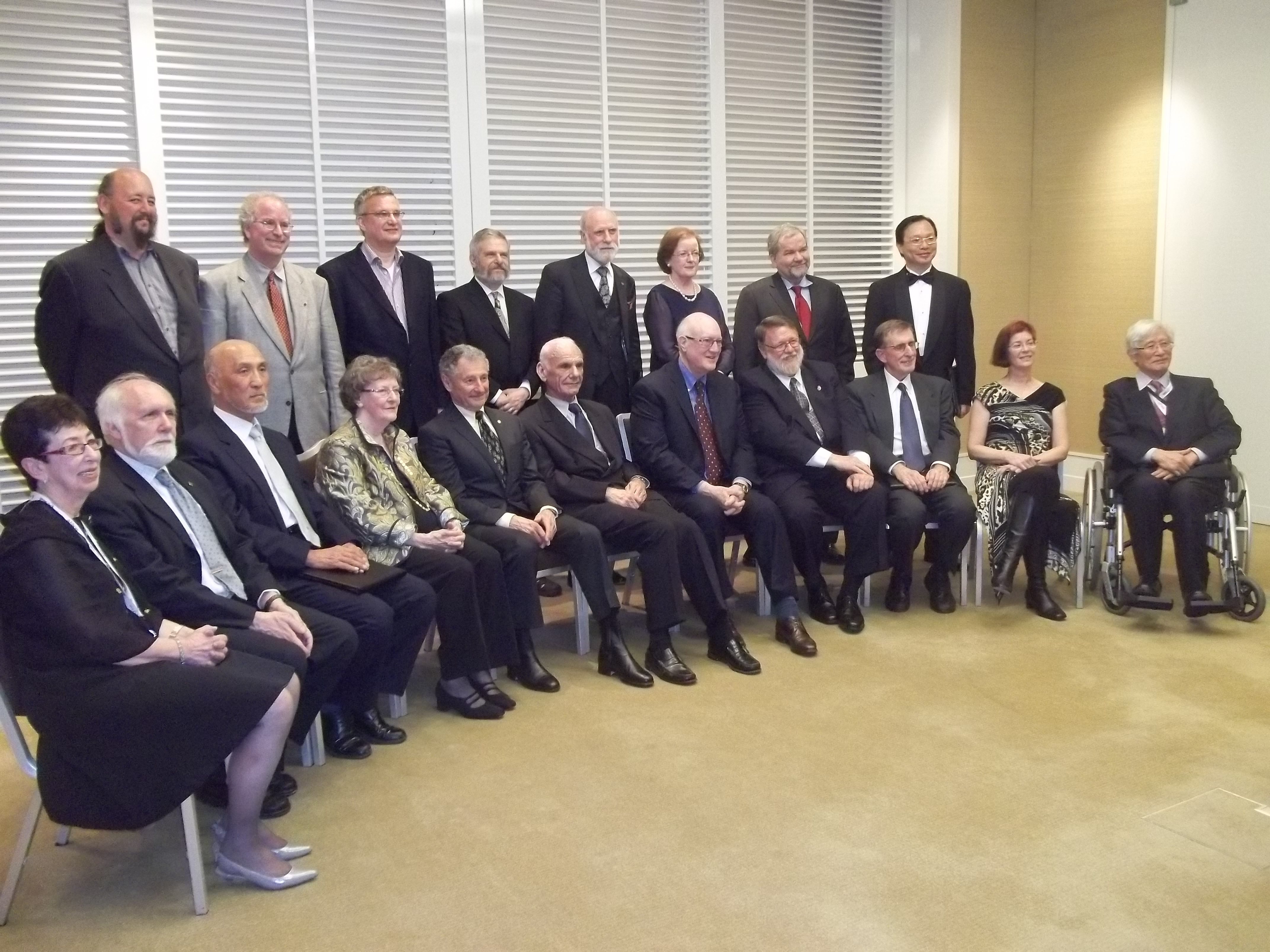
I primi premiati, 2012

Internet Hall of Fame è un riconoscimento alla carriera assegnato dall'Internet Society (ISOC) per onorare individui che hanno dato un contributo significativo allo sviluppo e alla promozione di Internet.

## Panoramica
L'Internet Hall of Fame è stato fondato nel 2012, nel 20º anniversario di ISOC. Il suo scopo dichiarato è quello di "riconoscere pubblicamente un gruppo distinto e selezionato di visionari e leader che hanno dato un contributo significativo allo sviluppo e al progresso di Internet globale".
Le candidature possono essere fatte da chiunque attraverso un processo di candidatura. L'Internet Hall of Fame Advisory Board (il Comitato Consultivo è composto da professionisti del settore Internet) è responsabile per la selezione finale degli premiati.

## Storia
Il 23 aprile 2012, durante la conferenza Global INET di Internet Society a Ginevra sono stati annunciati 33 membri inaugurali della Hall of Fame, scelti tra i più influenti promotori, ingegneri e imprenditori della rete tra i quali i "padri di Internet" Robert Kahn e Vinton Cerf, l'inventore del web Tim Berners-Lee, il pioniere di RSS e Creative Commons Aaron Swartz, il guru degli standard internet Jon Postel, il pioniere della crittografia Phil Zimmermann, Mitchell Baker di Mozilla.
Nel 2013 sono stati 32 premiati, annunciati il 26 giugno 2013 e premiati durante la cerimonia che si è tenuta il 3 agosto 2013, a Berlino. La cerimonia era originariamente prevista a Istanbul, ma la sede è stata cambiata a causa delle continue proteste del 2013 in Turchia.
La classe del 2014 ha coinvolto 24 persone ed i premi sono stati annunciati ad un evento a Hong Kong.
Il premio ha preso una pausa nel 2015 e nel 2016, "volevamo prenderci del tempo per coinvolgere maggiormente gli addetti al programma".
Il 18 settembre 2017, la Internet Society si è riunita per onorare la quarta classe di Internet Hall of Fame Inductees presso l'UCLA, dove quasi 50 anni fa il primo messaggio elettronico è stato inviato sul predecessore di Internet, l'ARPANET.

## Premiati
I premiati fanno parte di tre categorie:
- Pionieri: "Individui che sono stati determinanti nella progettazione e nello sviluppo di Internet ".
- Promotori a livello globale: "Individui da tutto il mondo che hanno dato un contributo significativo alla crescita e all'utilizzo di Internet a livello globale".
- Innovatori: "Individui che hanno fatto progressi tecnologici, commerciali o politici eccezionali e hanno contribuito a espandere la portata di Internet".

Un asterisco (*) indica un riconoscimento postumo.

### Pionieri
2012
- Paul Baran*
- Vint Cerf
- Danny Cohen
- Steve Crocker
- Donald Davies*
- Elizabeth J. Feinler
- Charles Herzfeld
- Robert Kahn
- Peter T. Kirstein
- Leonard Kleinrock
- John Klensin
- Jon Postel*
- Louis Pouzin
- Lawrence Roberts

2013
- David Clark
- David Farber
- Howard Frank
- Kanchana Kanchanasut
- J.C.R. Licklider*
- Bob Metcalfe
- Jun Murai
- Kees Neggers
- Nii Quaynor
- Glenn Ricart
- Aaron Swartz*
- Robert Taylor
- Stephen Wolff
- Werner Zorn

2014
- Douglas Engelbart*
- Susan Estrada
- Frank Heart
- Dennis Jennings
- Rolf Nordhagen*
- Radia Perlman

### Promotori
2012
- Randy Bush
- Kilnam Chon
- Al Gore
- Nancy Hafkin
- Geoff Huston
- Brewster Kahle
- Daniel Karrenberg
- Toru Takahashi
- Tan Tin Wee[12]

2013
- Karen Banks
- Gihan Dias
- Anriette Esterhuysen
- Steve Goldstein
- Teus Hagen
- Ida Holz
- Qiheng Hu
- Haruhisa Ishida*
- Barry Leiner*
- George Sadowsky

2014
- Dai Davies
- Demi Getschko
- Masaki Hirabaru*
- Erik Huizer
- Steve Huter
- Abhaya Induruwa
- Dorcas Muthoni
- Mahabir Pun
- Srinivasan Ramani
- Michael Roberts
- Ben Segal
- Douglas Van Houweling

2017
- Nabil Bukhalid
- Ira Fuchs
- Shigeki Goto
- Mike Jensen
- Ermanno Pietrosemoli
- Tadao Takahashi
- Florencio Utreras
- Jianping Wu

### Innovatori
2012
- Mitchell Baker
- Tim Berners-Lee
- Robert Cailliau
- Van Jacobson
- Lawrence Landweber
- Paul Mockapetris
- Craig Newmark
- Raymond Tomlinson[13]
- Linus Torvalds
- Philip Zimmermann

2013
- Marc Andreessen
- John Perry Barlow
- François Flückiger
- Stephen Kent
- Anne-Marie Eklund Löwinder
- Henning Schulzrinne
- Richard Stallman
- Aaron Swartz*
- Jimmy Wales

2014
- Eric Allman
- Eric Bina
- Karlheinz Brandenburg
- John Cioffi
- Hualin Qian
- Paul Vixie

2017
- Jaap Akkerhuis
- Yvonne Marie Andrés
- Alan Emtage
- Ed Krol
- Tracy LaQuey Parker
- Craig Partridge

## Advisory Board
2012
- Lishan Adam
- Joi Ito
- Mark Mahaney
- Chris Anderson
- Mike Jensen
- Alejandro Pisanty
- Alex Corenthin
- Aleks Krotoski
- Lee Rainie
- William H. Dutton
- Loïc Le Meur

2013 e 2014
- Lishan Adam
- Raúl Echeberría
- C.L. Liu
- Hessa Al Jaber
- Hartmut Glaser
- Alejandro Pisanty
- Grace Chng
- Katie Hafner
- Oliver Popov
- Alex Corenthin
- Mike Jensen
- Lee Rainie
- William H. Dutton
- Aleks Krotoski
- Andreu Veà Baró

2017
- Randy Bush
- Steven Huter
- Srinivasan Ramani
- Kilnam Chon
- Abhaya Induruwa
- Glenn Ricart
- Gihan Dias
- Dennis Jennings
- Lawrence Roberts
- Anriette Esterhuysen
- John Klensin
- George Sadowsky
- Susan Estrada
- Lawrence Landweber
- Douglas Van Houweling
- Demi Getschko
- Paul Mockapetris
- Paul Vixie
- Nancy Hafkin
- Radia Perlman